# Diaretula cornu
Diaretula cornu is een sponssoort in de taxonomische indeling van de glassponzen (Hexactinellida). De spons leeft diep in zee. Het skelet van de spons bestaat uit spicula van kiezel.
De spons behoort tot het geslacht Diaretula. De wetenschappelijke naam van de soort werd voor het eerst geldig gepubliceerd in 1879 door Schmidt.